# American Motors Corporation
Az American Motors Corporation (AMC) egy amerikai autógyártó volt 1954-től 1987-ig. A vállalat 1954. január 4-én jött létre a Nash-Kelvinator Corporation és a Hudson Motor Car Company egyesítésével, az amerikai vállalattörténelem addigi legnagyobb értékű vállalategyesítésével. Az 1970-es évek végén a csökkenő eladások és a növekvő verseny arra kényszerítették az AMC-t is, hogy stratégiai szövetségest keressen, és ennek eredményeképpen a francia Renault-val jött létre egy szövetség, amely egészen 1987. március 2-áig tartott, amikor a Chrysler Corporation felvásárolta az AMC-t. Ezzel a felvásárlással az AMC és Renault márkanevek megszűntek az amerikai piacon, a Jeep márkanév viszont használatban maradt, az Eagle modellnévvel együtt.

## Története

### Az alapítás
1954 januárjában kezdődött el a Nash-Kelvinator Corporation és Hudson Motor Car Company cégek egyesítése és az American Motors létrehozása, és 1954 tavaszán ért véget ez a folyamat, amivel az USA negyedik legnagyobb autógyártója jött létre 355 millió dollár értékű cégvagyonnal és 100 millió dollár működő tőkével. Az új cégnek a Hudson CEO-ja, A.E. Barit a tanácsadója maradt és az igazgatótanács tagja lett. A Nash vezetője George W. Mason elnök és CEO lett az új cégnek.
Mason, az egyesülés kitalálója, szilárdan hitt abban, hogy az Egyesült Államok még megmaradt független autógyártóinak a túlélése azon múlik, hogy sikerül-e egy nagy, sok márkát gyártó vállalattá egyesülniük, amely vállalat már egyenlő félként lenne képes felvenni a versenyt a három naggyal, a General Motorsszal, a Forddal, és a Chryslerrel.

### AMC az 1950-es években

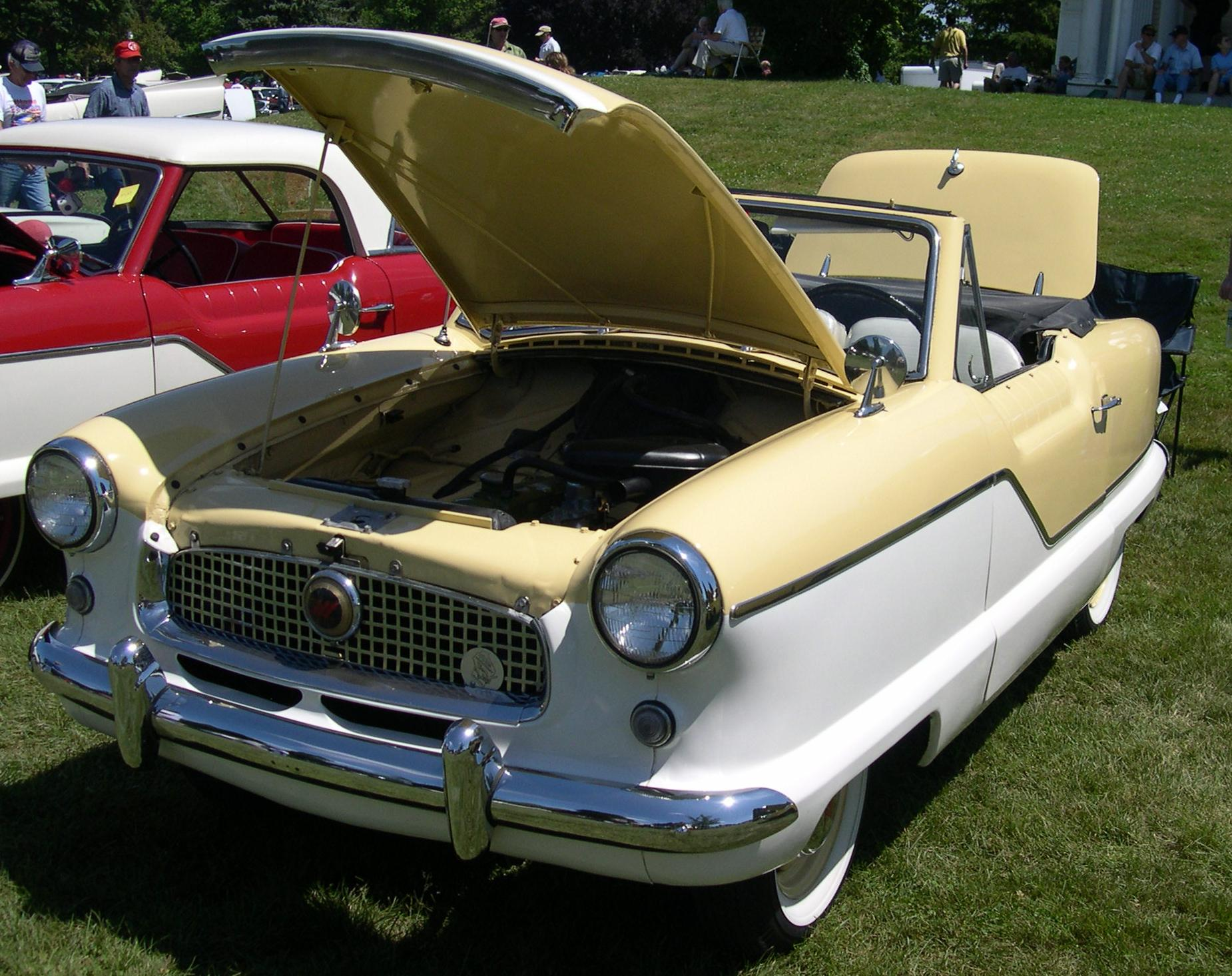
Nash Metropolitan.

Az American Motors a Nash és a Hudson termékfejlesztési vonalait egyetlen közös gyártási stratégiája alá rendelte 1955-ben azáltal, hogy a Hudsonokat újratervezték a Nash karosszériastílusának megfelelően, valamint a Nash és Hudson autók gyártását is összevonták. A márkaspecifikus viszonteladói hálózatokat viszont továbbra is fenntartották. A Rambler modellt pedig mind Nash, mind pedig Hudson márkanév alatt értékesítették 1955-ben és 1956-ban. Ezek a Ramblerek, hasonlóan a szintén különböző márkanév alatt futó Matropolitanekhez, a dísztárcsáktól, márkajelzésektől és egyéb apró részletektől eltekintve teljesen megegyeztek egymással. A Nash korábbi nagykategóriás, azaz amerikai besorolás szerint full-size modelljeit átvette az American Motors is, és a Nash Statesman és Ambassador modelleken egy ráncfelvarrást hajtottak végre, hogy a Hudson Wasp és Hudson Hornet modellekhez hasonló designt képviseljenek. Jóllehet ezek az autók ugyanarra a karosszériahéjra épültek, legalább annyira különböztek egymástól, mint a Chevrolet és a Pontiac. A Hudsonok és Nashek továbbra a saját korábbi motorválasztékukban voltak elérhetők: a Hudson Hornet a NASCAR bajnokságban használt motorral is kapható volt, a Wasp pedig a Hudson Jet korábbi motorját kapta meg. A Hudsonoknak és Nasheknak különböző volt továbbá az első felfüggesztése is. A csomagtartófelek megegyeztek az autókon, de a többi karosszériaelem, a hátsó ablakok, a műszerfalak és a fékrendszerek különbözőek voltak.

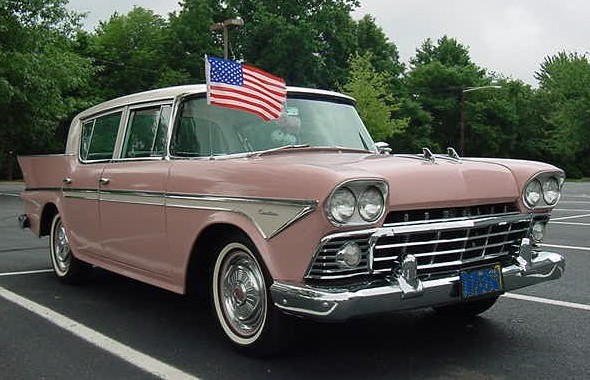
1958 Rambler sedan

Az 1958-as modellévtől a Nash és Hudson márkanevek megszűntek. A Rambler önálló márkanévvé vált és az új cég zászlóshajója lett. A brit gyártmányú Nash Metropolitan szintén önálló márkaként maradt a piacon a gyártás 1962-es megszűnéséig. A Nash Ambassador / Hudson Hornet 1958-as prototípusát az utolsó pillanatban átnevezték Ambassador by Rambler névre. A termékpaletta teljessé tételére az AMC újra bevezette a piacra a régi Nash Ramblert Rambler American név alatt néhány apró változtatással. Ezáltal a Rambler palettája a 2500 mm tengelytávval rendelkező Americantól a 2700 mm-es tengelytávval rendelkező Rambler Six és Rebel V8 modelleken át a 3000 mm-es tengelytávval bíró Ambassadorig terjedt.
Míg a három nagy amerikai autógyártó egyre nagyobb autókat vezetett be a piacra az AMC George W. Romney vezetésével a kompakt kategóriájú, gazdaságosabb üzemanyag felhasználású autókra koncentrált már 20 évvel azelőtt, hogy ezekre valós igény lett volna a piacon. A két alapvető stratégiai tényező a következő volt: egyrészről az AMC termékek közös részegységeket használtak, másrészről pedig nem voltak hajlandók beszállni a három nagy gyártó által diktált versenybe az autók állandó újratervezésében. Ez a költségtudatos stratégia segítette elő, hogy a Rambler a megbízható, gazdaságos autók piacán elismerést vívjon ki magának. A cég vezetői bíztak a piaci környezet megváltozásában és 1959-ben 10 millió dolláros bővítést jelentettek be, hogy a kapacitásokat évi 300 ezerről évi 440 ezer autóra tudják bővíteni. Egy, a részvényeseknek 1959-ben kiküldött levélben már azt állítják, hogy az AMC új kompakt autóinak a bevezetése az 1960-as modellévtől kezdődően már a nagykategóriás autók dominanciájának a végét jelzi az amerikai piacon, és hogy az AMC piaci előrejelzése szerint a kisebb kategóriájú autók eladásai 1963-ra elérhetik a 3 milliós darabszámot.
Az American Motors kísérletezni kezdett a nem benzinmotoros autókkal is. Az AMC és a Sonotone Corporation egy közös kutatási projekt elkezdését jelentette be 1959. április 1-jén egy elektromos autó gyártására, amit saját magukat feltöltő akkumulátorok hajtottak volna. Ez a bejelentés akkoriban még áprilisi tréfának tűnt, a Sonotone azonban rendelkezett azzal a technológiával, amivel gyorsan újratölthető nikkel-kadmium akkumulátorokat lehetett készíteni, amelyek ráadásul könnyebbek voltak, mint a hagyományos autóakkumulátorok.

### AMC az 1960-as években

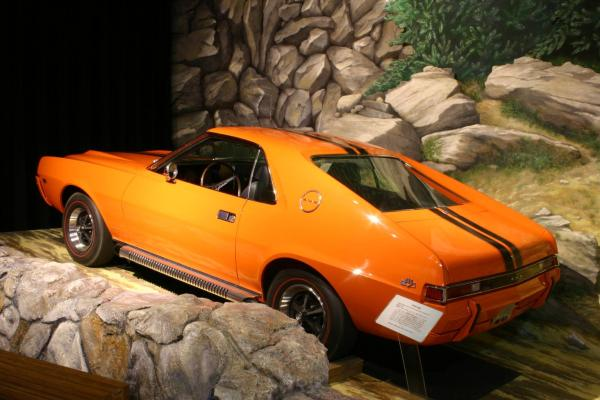
1969 American Motors AMX

A versenyképességének megőrzése érdekében az American Motors termékek széles skáláját gyártotta az 1960-as években. Az évtized elején az eladások erősek voltak. 1961-ben a Ramblerek az amerikai autópiacon a harmadik helyre törtek előre. Romney stratégiája nagyon sikeres volt a 60-as évek elején és ez a cég profitjában is évről évre megmutatkozott. A cég visszafizette minden felvett kölcsönét és nem volt adóssága. Azonban 1962-ben Romney visszavonult, hogy Michigan kormányzóságáért indulhasson. Utóda Roy Abernethy volt, aki az AMC sikeres értékesítési vezetője volt.
Abernethy úgy hitte, hogy az AMC elismertsége, amit a megbízható gazdaságos autók építésében szerzett, kamatoztatható egy olyan új stratégia végrehajtásában, amely az AMC autók vásárlóit nagyobb és drágább járművek vásárlásakor is az AMC autók vásárlására ösztönzi. Az 1965-ös modellek voltak az elsők, amelyek már Abernethy kézjegyét viselik. Gyártottak egy hosszabb Ambassador típust és új, nyitható tetejű modelleket a nagyobb típusokhoz. Az év közepén egy új fastback típust is bevezettek Rambler Marlin néven a piacra. Ahelyett, hogy megpróbáltak volna közvetlenül versenyre kelni a Ford új, pony-car kategóriát teremtő autójával, az AMC családi autóit a personal luxury marketingkifejezéssel próbálták eladni. Albernethy működéséhez köthető a Rambler márkanév háttérbe szorítása is. Az 1966-os Marlin és Ambassador már nem viselte a Rambler márkajelzést, hanem "American Motors" termékként marketingelték őket. Az új modelleknek a régiekkel már kevesebb közös alkatrésze volt, ezért drágább is volt őket gyártani. A folyamatos kihívás, hogy megfeleljenek a három nagy gyártó által diktált éves gyakoriságú modellfrissítésnek, igen nagy ráfordításokat kívánt meg. A nagykategóriás és középkategóriás autók piacán a modellfrissítésen átesett autók 1966 őszén jelentek meg. Az autók új stílusa hangos sikert aratott, de Abernethy eredeti ötlete a régi vásárlók megtartására nem működött a gyakorlatban, hanem inkább csak zavartságot okozott a megbízhatósághoz szokott törzsvásárlók körében. Az új Rebel és Ambassador modellek forgalmazását nem sokkal a bevezetésük után abbahagyták. Minőségi problémák léptek fel, és állandó pletykák tárgya volt a cég átvétele is a bizonytalan pénzügyi helyzet miatt.
Abernethy-t kirúgták az AMC-től és a vezetés az új CEO, Roy D. Chapin Jr. kezébe került, aki Roy D. Chapin, a Hudson Motors alapítójának a fia volt. Ő azonnal változtatásokat hajtott végre az AMC kínálatában és megpróbálta visszaszerezni az AMC elvesztett piaci részesedését. Chapin első döntése az volt, hogy a Rambler árát 200 dollárral a Volkswagen Bogár ára alá csökkentette. Innovatív marketingmegoldásai közé tartozott a légkondicionáló alapfelszereltséggé tétele az összes 1968-as Ambassador modellben. Ezzel az AMC lett az első autógyártó, amely szériatartozékként kínálta légkondicionálót egy teljes típuspalettán, kiütve ezzel olyan luxusautókat is versenyből, mint a Lincoln, Imperial és Cadillac.

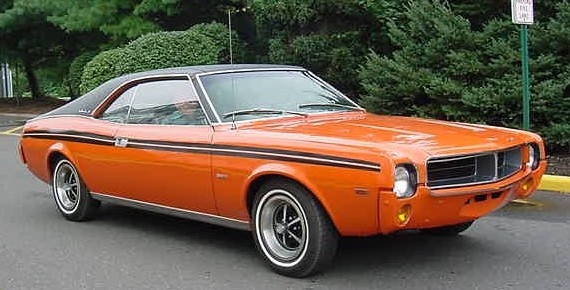
1969-es Javelin

Az AMC piacra dobott egy-két érdekes típust a 60-as évek izomautóboomja közepette, amelyek közül leginkább az AMC AMX említésre méltó. Ugyanakkor az AMC Javelin volt a cég belépő modellje a Ford Mustang által megteremtett "pony car" kategória piacán. További bevételekre tettek szert 1968-ban a Kelvinator Appliance eladásaiból.
A Rambler márkanév az 1969-es modellév után az amerikai és kanadai piacon teljesen megszűnt, jóllehet továbbra is használatban maradt számos tengerentúli piacon vagy mint a márkanév, vagy pedig mint típusnév. Mexikóban egész 1983-ig használták. 1970-től minden American Motors személyautón az AMC volt a márkanév. Ettől kezdve minden jármű az AMC nevét és az új céglogót viselte. Azonban az "American Motors" és "AMC" név felváltva szerepelt vállalat kommunikációjában egészen a 80-as évekig. Ez a márkanévvel kapcsolatos kérdés csak tovább bonyolódott, amikor a cég négykerék-meghajtású személyautóit kezdetben "American Eagle" néven kezdték reklámozni.
Chapin ezenfelül kibővítette az American Motors termékkínálatát 1970-ben, amikor megvásárolta a Kaiser-Jeep Corporationt (korábbi nevén Willys-Overland céget) a Kaiser Industriestól. Ezáltal ugyanis a termékkínálat kibővült az igen jól bevezetett Jeep márkanévvel a kisteherautók és SUV-k piacán, illetve a Kaiser-Jeep nyereséges kormányzati megrendeléseivel - elsősorban a M151 MUTT katonai dzsipekkel és a DJ sorozatú postai dzsipekkel. Az AMC ezzel a nemzetközi kapcsolatait is bővítette. A katonai járművek és speciális járművek az American Motors General Products Division részlegéhez kerültek, amit később AM General néven szerveztek újjá.

### AMC az 1970-es években

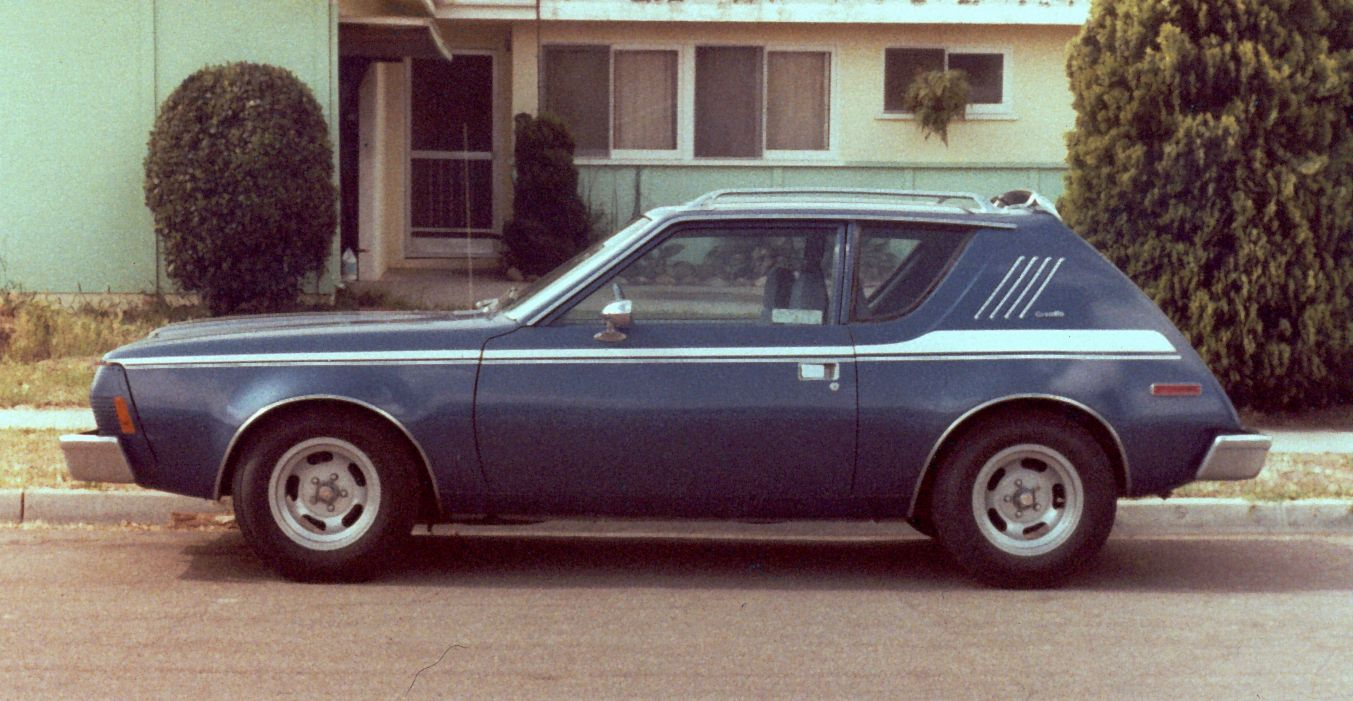
AMC Gremlin (1970-1978)

1970-ben az AMC minden személyautóját egyetlen márkanév alatt konszolidált és megjelentette az AMC Hornet típusú kompakt autókat.
Az AMC úttörő szerepet játszott a különböző modellek azonos alvázra építésében és abban, hogy az új Hornetet az 1970. április 1-jén piacra dobott AMC Gremlin tervezéséhez is felhasználták. A Gremlinből, ami az első amerikai alsóközépkategóriás (subcompact) autó volt, több mint 670000 darabot adtak el 1970-től 1978-ig. A Hornet vált az AMC legkelendőbb személyautójává a Rambler Classic óta a gyártás 1977-es leállításáig több mint 860000 eladott autóval.

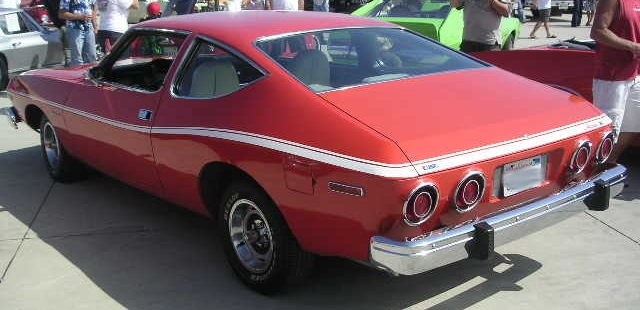
A radikálisan áttervezett 1974-es Matador X Coupe

Ezeket a sikeres termékbevezetéseket követően az AMC folytatta az új termékek fejlesztését is. Az új középkategóriás AMC Matador váltotta le a Rebelt 1971-ben, amit a névváltás miatt az AMC egy új kampánnyal vezetett be a piacra. 1974-től kezdődően a Matador szedán és kombi változatát is kicsit felfrissítették egy új, szögletesebb orr-résszel. Az elavult kétajtós Matadort, amit "flying brick" - azaz "repülő tégla" - néven is emlegettek a rossz légellenállása miatt, egy finomabb vonalvezetésű és jelentősen áttervezett kétajtós coupéval cserélték le. Sajnos a befektetés nem térült meg az 5 év alatt kevesebb mint 100000 eladott autóval. 1975 után a szedán és a kombi a megszűnt Ambassador helyére lépett a modellpalettán, mint az AMC zászlóshajója. A Nash és az AMC 1927-től egészen 1974-ig gyártotta az Ambassadort. Ez volt a leghosszabban használatban lévő modellnév az AMC történetében.
A Matador Coupénak nem sok közös alkatrésze volt a szedánnal, mindössze a felfüggesztés, a hajtáslánc, a kárpitozás és a belső kialakítás bizonyos részei egyeztek meg a két típuson. A szedánok és kombik gyártásához használt eszközök nagyrészt az 1967-es Rambler Rebeltől származtak és már régen megtermelték a fejlesztési költségüket. Azonban az emelkedő olajárakkal az összes nagykategóriás autó eladásai esni kezdtek.
1974 az AMC AM General részlege városi buszokat kezdett gyártani kanadai Winnipegben működő Flyer Industrieszal kötött együttműködés keretében. Ezekből 5212 darabot készítettek a gyártás 1978-as leállításáig.

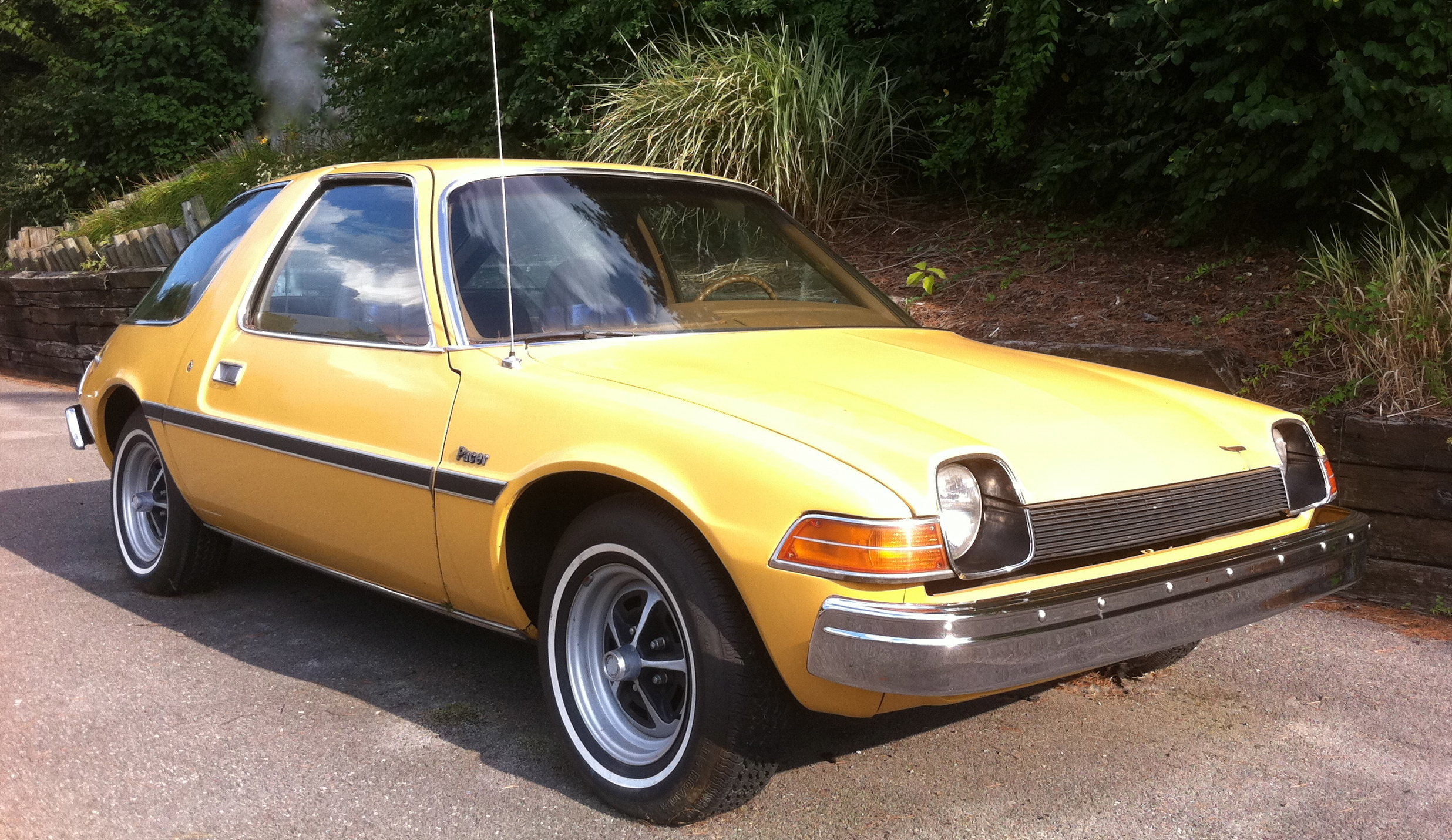
1975-ös AMC Pacer.

## AMC modellek és termékek

### Kiskategória
- 1955-1962: Metropolitan*
- 1970-1978: AMC Gremlin**
- 1979-1983: AMC Spirit
- 1981-1983: AMC Eagle (SX/4 and Kammback)
- 1983-1987: Renault Alliance based on the Renault 9.
- 1984-1987: Renault Encore - based on the Renault 11.

* - A Metropolitant a Nash kezdte el gyártani 1954-ben.

** - A Gremlin volt a cég első modern alsóközépkategóriás autója.

### Alsóközépkategória
- 1955-1956: Nash Rambler/Hudson Rambler
- 1957: Rambler Six/Rambler Rebel
- 1958-1969: Rambler American/AMC Rambler
- 1968-1970: AMC AMX
- 1968-1974: AMC Javelin
- 1970-1977: AMC Hornet
- 1975-1980: AMC Pacer
- 1978-1983: AMC Concord

### Crossover
- 1980-1988: AMC Eagle

### Középkategória
- 1958-1960: Rambler Six/Rambler Rebel
- 1961-1966: Rambler Classic
- 1958-1964: Rambler Ambassador (1958-1962 also known as "Ambassador by Rambler")
- 1965-1966: Rambler/AMC Marlin
- 1967-1970: Rambler/AMC Rebel
- 1971-1978: AMC Matador

### Nagykategória
- 1955-1956: Hudson Wasp
- 1955-1956: Nash Statesman
- 1955-1957: Hudson Hornet
- 1955-1957: Nash Ambassador
- 1965-1974: Rambler/AMC Ambassador
- 1967: AMC Marlin
- 1988-1992: Eagle Premier